# DEAD END (ゴダイゴのアルバム)
『DEAD END（デッド・エンド）』は、日本コロムビアから1977年11月1日に発売されたゴダイゴの2ndオリジナル・アルバムである。
スタジオ・アルバムとしては、前作『ゴダイゴ（組曲：新創世紀）』と当作品の間に『いろはのい』『HOUSE』が存在するが、オリジナル・アルバムとしてはカウントされていない。また次作『西遊記』との間にも、『CMソング・グラフィティ』『キタキツネ物語』『男たちの旅路』が存在するが、これらもオリジナル・アルバムとしてはカウントされていない。

## 解説
- 初版発売時の品番は、YX-7192。
- 収録されている楽曲は全て、歌詞が英語である。
- タイトル名の「DEAD END」は「袋小路」という意味であり、その名の通り、終わりの見えない社会状況をテーマにしたアルバムである。そのため全アルバム中、最も暗く渾沌としており、ロック色も最も強い。
- デビューアルバム『ゴダイゴ（組曲：新創世紀）』は元々タケカワユキヒデのソロアルバムとして制作が進められていたものをゴダイゴのアルバムとして転用した経緯があるため、『DEAD END』が事実上のデビューアルバムであると言われている。
- このアルバムは、現在ドラムを担当しているTommy Snyderがゴダイゴに加入して最初に作ったものである。
- タイトル曲は「DEAD END～LOVE FLOWERS PROPHECY」となっているが、曲自体はトミー・スナイダー作詞の曲である「LOVE FLOWERS PROPHECY」で始まり、奈良橋陽子作詞の別曲である「DEAD END」へとつながる逆の構成となっている。
- このアルバムからは、1曲もシングル・カットされていない。しかしプロモーション用として、『SPECIAL DIGEST RECORD 45RPM DEAD END（デット・エンド　特別ダイジェスト盤）』というEPが存在した。品番はYX-178。しかし「DEAD END」と異なり、ミキシングする前の音源が収録されている。
- 当時まだ開発途上で和音を出すことができなかった初期のギターシンセサイザーを、浅野孝已が使用している箇所があり、レコーディングに使われた例としても珍しい音源と言える。（3曲目「STOP & LOOK AROUND」のアウトロ部分にて独特の音色を聞くことができる。）

## 収録曲

### DEAD END
LPでは、1〜5がA面、6〜10がB面となっている。
1. MILLIONS OF YEARS（時の落し子）
  - 作詞:奈良橋陽子、Tommy Snyder　作曲:タケカワユキヒデ　編曲:ミッキー吉野
2. IN THE CITY（イン・ザ・シティ）
  - 作詞:奈良橋陽子、Tommy Snyder　作曲・編曲：ミッキー吉野
3. STOP & LOOK AROUND（サムの息子）
  - 作詞:奈良橋陽子、Tommy Snyder　作曲・編曲：ミッキー吉野
4. DEAD END～LOVE FLOWERS PROPHECY（デッド・エンド〜ラヴ・フラワーズ・プロフェシー）
  - 作詞:奈良橋陽子（「DEAD END」）、Tommy Snyder（「LOVE FLOWERS PROPHECY」）　作曲:タケカワユキヒデ（「DEAD END」）、Steven Schoenberg（「LOVE FLOWERS PROPHECY」）　編曲:ミッキー吉野
5. THE LAST HOUR（ラスト・アワー）
  - 作詞:奈良橋陽子　作曲:タケカワユキヒデ　編曲:ミッキー吉野
6. PANIC～IMAGES（パニック〜イメージ）
  - 作詞:奈良橋陽子　作曲:ミッキー吉野（「PANIC」）、タケカワユキヒデ（「IMAGES」）　編曲:ミッキー吉野
7. UNDER UNDERGROUND（アンダー・アンダーグラウンド）
  - 作詞:Chris Mosdell　作曲:タケカワユキヒデ　編曲:ミッキー吉野
8. A FACE IN THE CROWD（孤独な面影）
  - 作詞:奈良橋陽子　作曲:タケカワユキヒデ　編曲：ミッキー吉野
9. (CRIME IS) THE SIGN OF THE TIMES（血塗られた街）
  - 作詞:奈良橋陽子　作曲:タケカワユキヒデ　編曲:ミッキー吉野
10. MIKUNI（御国）
  - 作詞:奈良橋陽子　作曲・編曲:ミッキー吉野

### DEAD END SPECIAL DIGEST RECORD
1〜2がA面、3〜4がB面となっている。
1. STOP & LOOK AROUND（サムの息子）
  - 作詞:奈良橋陽子　作曲:Tommy Snyder　編曲;ミッキー吉野
2. (CRIME IS) THE SIGN OF THE TIMES（血塗られた街）
  - 作詞:奈良橋陽子　作曲:タケカワユキヒデ　編曲:ミッキー吉野
3. MILLIONS OF YEARS（時の落し子）
  - 作詞:奈良橋陽子、Tommy Snyder　作曲:タケカワユキヒデ　編曲:ミッキー吉野
4. MIKUNI（御国）
  - 作詞:奈良橋陽子　作曲・編曲:ミッキー吉野